# Dirba
Dirba è una suddivisione dell'India, classificata come nagar panchayat, di 13.073 abitanti, situata nel distretto di Sangrur, nello stato federato del Punjab. In base al numero di abitanti la città rientra nella classe IV (da 10.000 a 19.999 persone).

## Geografia fisica
La città è situata a 30° 4' 0 N e 75° 58' 60 E e ha un'altitudine di 235 m s.l.m..

## Società

### Evoluzione demografica
Al censimento del 2001 la popolazione di Dirba assommava a 13.073 persone, delle quali 7.091 maschi e 5.982 femmine. I bambini di età inferiore o uguale ai sei anni assommavano a 1.705, dei quali 988 maschi e 717 femmine. Infine, coloro che erano in grado di saper almeno leggere e scrivere erano 6.588, dei quali 3.839 maschi e 2.749 femmine.